# 普卡拉縣
普卡（西班牙語：Cantón Pucará），拉县隶属于厄瓜多尔阿苏埃省，距离省会城市昆卡126千米，据2010年人口普查数据，该地区人口约为10.052。

## 行政区划
普卡拉可以被划分为以下两个区：
1.圣胡安巴蒂斯塔，普卡拉县首府。
2.圣拉斐尔沙鲁格，拥有以下突出的地区：亚热带地区，萨拉拥咖和格拉马洛特；温带地区，瑟洛内格罗；高寒地区，曼萨诺、贝林卡伊和拉岛劳露莎；等等。这些地区的气候对当地经济有直接影响。

## 历史
普卡拉Pucará一词源于Quikchua，普卡Puca=红 Rojo 拉Ra= 脸cara, 也就是通红的脸CARA ROJA,同时也有要塞、高地和军事重镇的意思，在印加时代基多国王之争中这片土地是军事基地，沿着安第斯山脉的山区地形有许多相同的村落，它们有相同的名称和功能，尤其是在印加统治的国家（秘鲁，玻利维亚，智利，阿根廷，厄瓜多尔）。

## 地理
普卡拉气候多样，这归因于它的地理位置和多样化的地面气候，高度从海拔3000米至海拔4080米不等，温差在2度和9度之间变动，此类气候的典型景象是低矮灌木和沼泽，这些灌木和沼泽淤泥带来了泉水和小溪，然后汇聚成河流，最后形成了普卡拉县。